# Beaurainville
Beaurainville é uma comuna francesa na região administrativa de Altos da França, no departamento de Pas-de-Calais. Estende-se por uma área de 13,09 km². Em 2010 a comuna tinha 2 122 habitantes (densidade: 162,1 hab./km²).